# كازوكي تشيبا
كازوكي تشيبا (باليابانية: 千布 一輝) (13 يوليو 1995 في هيروشيما في اليابان – )؛ هو لاعب كرة قدم كان يلعب كلاعب وسط.

## وصلات خارجية
- كازوكي تشيبا على موقع رابطة كرة القدم اليابانية للمحترفين (اليابانية)
- كازوكي تشيبا على موقع قاعدة بيانات كرة القدم.إي يو (الإنجليزية)
- كازوكي تشيبا على موقع Soccerway.com (الإنجليزية)